# Brazylia na Zimowych Igrzyskach Olimpijskich 1998
Brazylię na Zimowych Igrzyskach Olimpijskich 1998 reprezentował 1 zawodnik - Marcelo Apovian, który był chorążym ekipy. Był to trzeci start Brazylii na zimowych igrzyskach olimpijskich.

## Dyscypliny

### Narciarstwo alpejskie

#### Mężczyźni
- Marcelo Apovian
  - supergigant - 37. miejsce